# エリツァ・トドロヴァ
エリツァ・トドロヴァ（ブルガリア語: Елица Тодорова, ラテン文字転写: Elitsa Todorova, 1979年9月2日 - ）は、ブルガリア東部の都市ヴァルナ出身の民俗音楽の歌手、パーカッショニスト。これまでにブルガリア内外の多くの有名なコーラス、合唱団や音楽家とともに仕事をしてきている。
2003年にはブルガリアでもっとも有名なドラマーのストヤン・ヤンクロフと共演した。

## ユーロビジョン・ソング・コンテスト2007
2007年2月25日、2人の共演曲Waterがブルガリア国営放送のコンテストにより2007年のユーロビジョン・ソング・コンテストのブルガリア代表曲として選出された。彼らはブルガリア代表として初めて決勝まで進出し、5位にランクインした。彼女はそのパフォーマンスの中でドラムを演奏する姿から「ミセス・ドラム」の異名をつけられた。